# Beaumont-en-Argonne
Beaumont-en-Argonne é uma comuna francesa na região administrativa de Grande Leste, no departamento Ardenas. Estende-se por uma área de 30,63 km². Em 2010 a comuna tinha 437 habitantes (densidade: 14,3 hab./km²).